# Juramento de los Horacios
Juramento de los Horacios (en francés Le Serment des Horaces) es una obra de Jacques-Louis David realizada en 1784, antes de la Revolución francesa. El cuadro tiene una dimensión de 330 x 425 cm y se conserva en el Museo del Louvre. Se le considera el paradigma de la pintura neoclásica.
En él se representa el saludo romano, con el brazo extendido y la palma hacia abajo.

## El mito de la obra
En el año 1774, David consiguió el Premio de Roma con la obra Érasistrate découvrant la cause de la maladie d'Antiochius dans son amour pour Stratonice. Este hecho le permitió permanecer cinco años (1775-1780) en Roma, como estudiante a cargo del gobierno francés. A su vuelta a París presentó una exposición, en la que Diderot alabó su pintura; el éxito fue tan clamoroso que el rey Luis XVI de Francia, permitió que se alojase en el Louvre, un antiguo privilegio muy deseado por los artistas. Allí conoció a Pécoul, contratista de los edificios reales, y a la hija de Pécoul, con la que contrajo matrimonio. El rey le hizo el encargo de la obra el Juramento de los Horacios, con la intención de que fuera una alegoría sobre la lealtad al estado y, por lo tanto, al monarca. A medida que se acercaba la Revolución francesa, aumentaban las pinturas que hacían referencia a la lealtad hacia el estado más que a la familia o a la iglesia. Aunque este cuadro estuvo realizado casi cinco años antes de la Revolución, el Juramento de los Horacios, se convirtió en una de las imágenes representativas de la época.
En el año 1789, pintó Los lictores llevando a Bruto los cuerpos de sus hijos, un cuadro que también era un encargo real. Irónicamente, poco después, el rey subiría al patíbulo acusado también de traición a la patria, como los hijos de Bruto, y con el voto del artista en la Asamblea Nacional, que apoyó la ejecución de Luis XVI. No se sabe bien por qué lo hizo, ya que parece que habría de tener más oportunidades estando al servicio de un rey que en el contexto social del nuevo orden; algunos autores sugieren que el amor de David por el clasicismo, le hizo abrazar todo lo que formaba parte de aquel período, incluso la llegada de un gobierno republicano.

## Inspiración de la obra

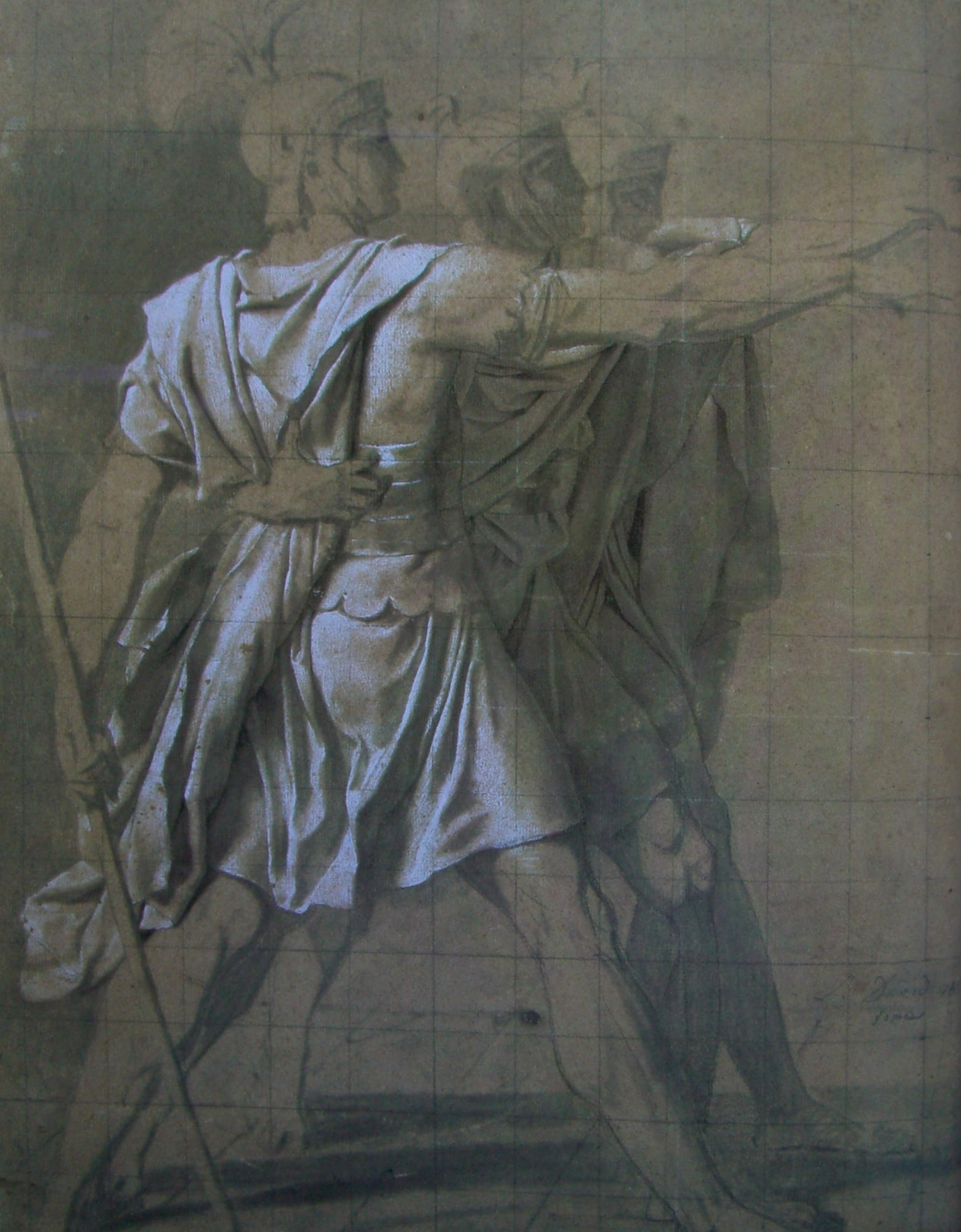
Dibujo preparatorio de los tres hermanos Horacios.

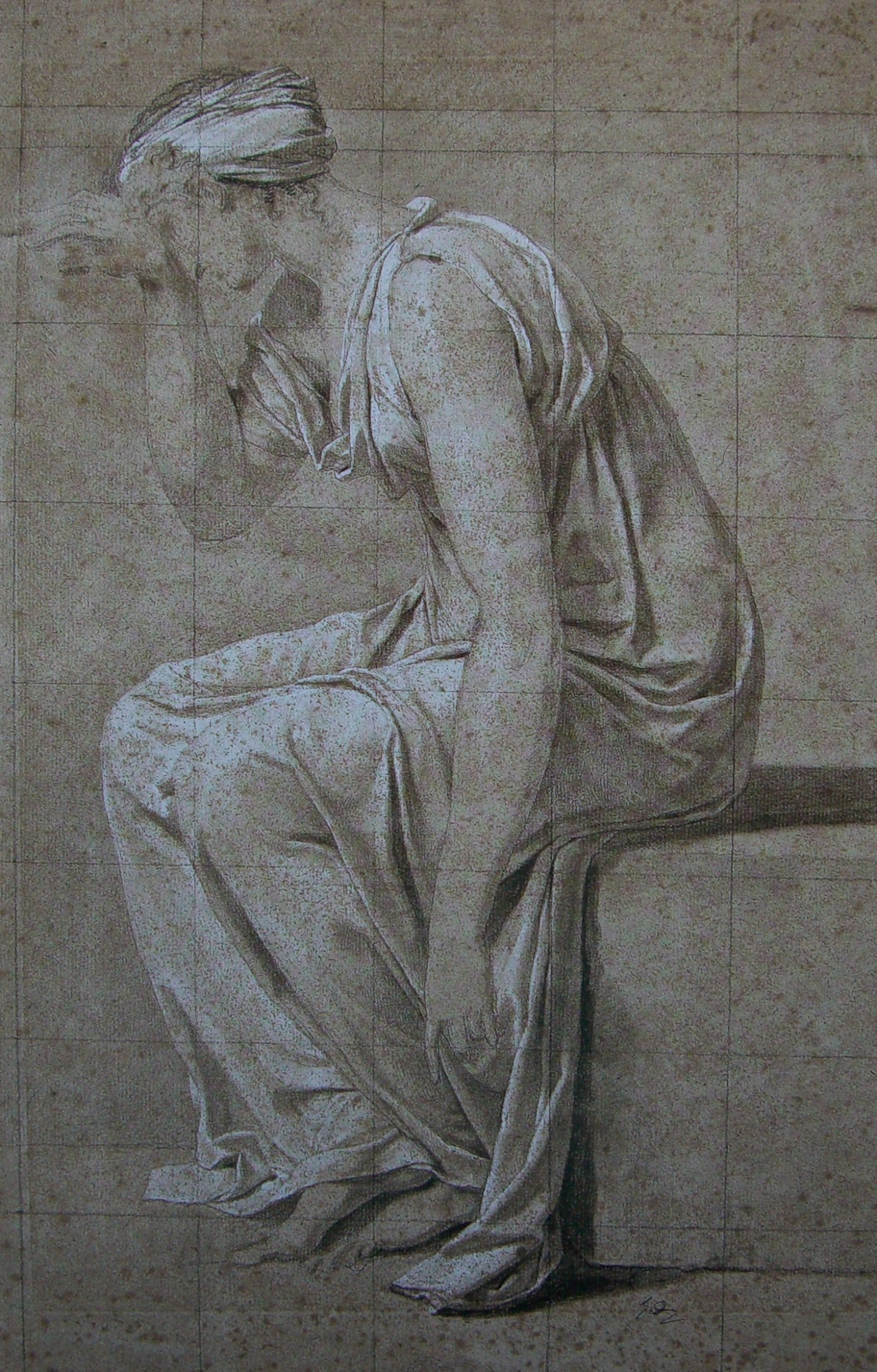
Estudio para Camila.

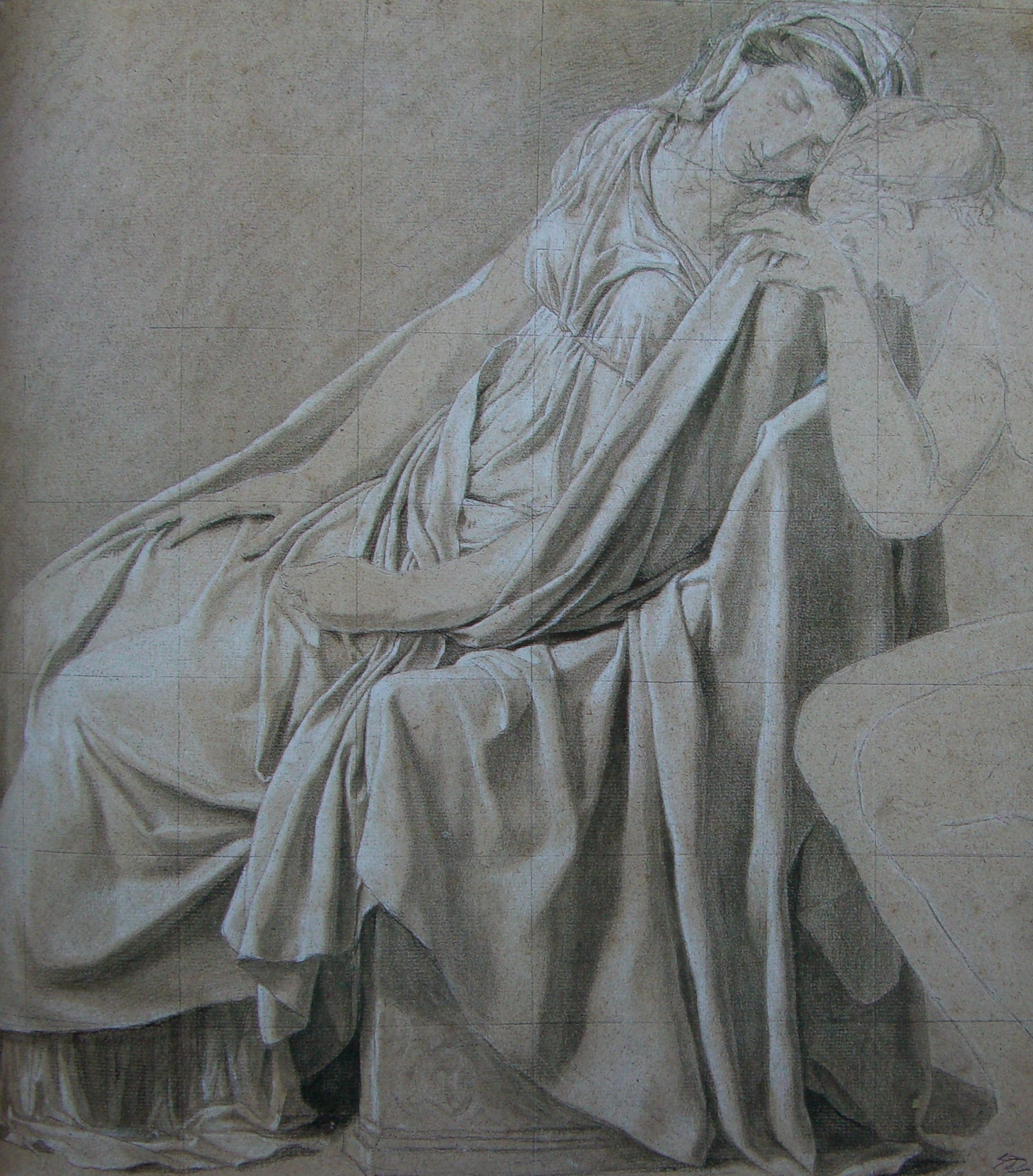
Estudio para Sabina.

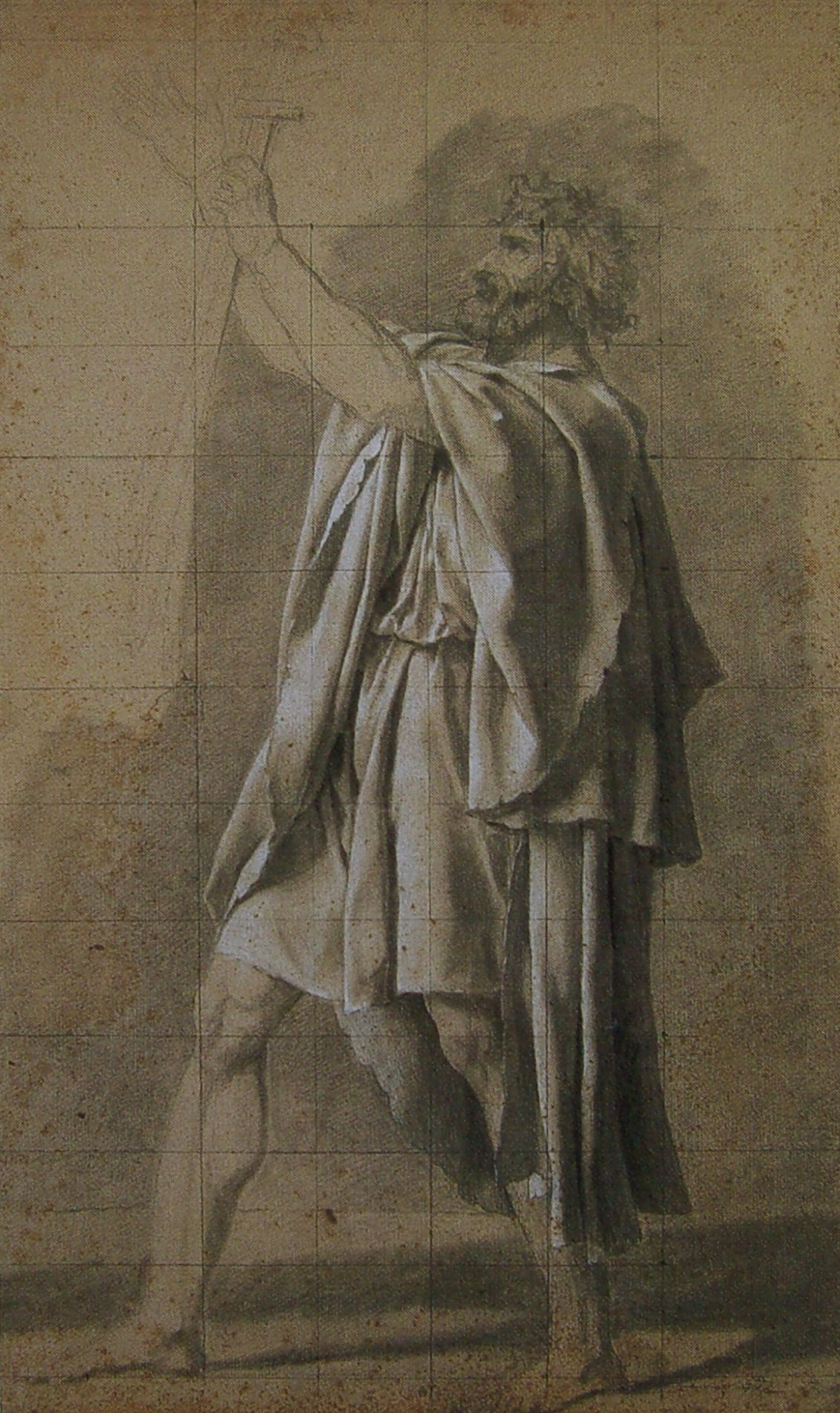
Dibujo preparatorio del padre Horacio.

El Juramento de los Horacios, es una muestra de cómo se puede realizar una copia exacta de las vestiduras antiguas y con una icono-grafía sencilla. El propio David comentó de su obra:

Si debo el tema a Corneille, debo el cuadro a Poussin.

El tema de la obra es el cumplimiento del deber por encima de cualquier sentimiento personal. Representa a los Horacios romanos quienes, según  el Horacio de Pierre Corneille y Tito Livio en Ab Urbe condita libri eran unos trillizos masculinos destinados a la guerra contra los Curiacios, también trillizos masculinos, para resolver la disputa entre los romanos y la ciudad de Alba Longa. Esta pintura ocupa un lugar extremadamente importante en el cuerpo de la obra de David y en la historia de la pintura francesa. La historia se toma de Livio. Estamos en la época de guerras entre Roma y Alba, en 669 a. C. Se ha decidido que la disputa entre las dos ciudades debe resolverse mediante una forma de combate inusual por dos grupos de tres campeones cada uno. Los dos grupos son los tres hermanos Horacio y los tres Curiacios. El drama radica en el hecho de que una de las hermanas de los Curiacios, Sabina, está casada con uno de los Horacios, mientras que una de las hermanas de los Horacios, Camila, está prometida a uno de los Curiacios. A pesar de los lazos entre las dos familias, el padre Horacio exhorta a sus hijos a luchar contra los Curiacios, y ellos obedecen, a pesar de los lamentos de las mujeres.

### Horacio de Pierre Corneille
En la obra de teatro Horacio, publicada en el año 1640, la acción se sitúa en los orígenes de Roma.
Empieza con una situación de paz y felicidad: la familia romana de los Horacios se encuentra unida a la familia de la ciudad vecina de Alba Longa de los Curiacios. El joven Horacio está casado con Sabina, joven albanesa, que tiene un hermano Curiacio que es el prometido de Camila, hermana de Horacio. Pero se declara la guerra entre las dos ciudades. Para terminarla, cada una de las dos ciudades designa tres campeones, que lucharán para decidir la suerte de las dos ciudades. El destino hace que los tres escogidos por Roma sean los hermanos Horacios y los de Alba Longa sean los tres hermanos Curiacios.
Los que hasta entonces eran amigos se encuentran así cara a cara, provocando una serie de conflictos de conciencia que habrán de resolverse de diferentes maneras: mientras Horacio sobrepone el deber patriótico, Curiacio lamenta la crueldad de su destino.
En la lucha, Horacio vence después de la muerte de sus dos hermanos y da muerte a los tres Curiacios. De regreso a Roma, recibe los elogios de todos, menos de su hermana Camila, que le reprocha amargamente la muerte de su amado. Horacio mata a su hermana, acusándola de falta de patriotismo, por este hecho es llevado ante los jueces.
El proceso permitirá que el viejo Horacio, haga una encendida defensa del honor frente al amor, Horacio será declarado inocente, a pesar de la acusación de su amigo Valerio, quien también amaba a Camila.
Al principio, David, pretendía representar este último episodio, y se encuentran dibujos que muestran a Horacio superviviente alzando la espada, con su hermana muerta. David más tarde decidió que este tema era demasiado fuerte para enviar el mensaje del deber público sobre el sentimiento privado, pero su siguiente obra importante representaba una escena similar, Lucio Junio Bruto lamentándose sobre los cuerpos de sus hijos después de haber ordenado él mismo su ejecución por traición.

### Personajes de la obra neoclásica
Padre Horacio
Es el personaje central y el que realiza la acción principal, tomando juramento a sus hijos, mientras sostiene las tres espadas con sus manos, obligándolos al cumplimiento del deber con la patria. No muestra ninguna emoción.
Tres hermanos Horacios
En la pintura los tres hermanos se sitúan a la izquierda, expresan su lealtad y solidaridad con Roma antes de la batalla, totalmente apoyados por su padre. Son hombres deseosos de entregar sus vidas por deber patriótico. En esta sociedad patriarcal, los hombres de acero, de resuelta mirada y miembros tensos, son la ciudadela del patriotismo republicano. Eran símbolos de las más altas virtudes de la República; las mujeres, de más tierno corazón, se quedan en casa llorando y están satisfechas con esperar.
Camila Horacio
Su desesperación está explicada en parte por el hecho de que es hermana de los Horacios, viste una toga blanca que demuestra los conocimientos arqueológicos de David; es una Horacio prometida con un Curiacio.
Sabina Curiacio
Sabina, vestida de marrón, es una Curiacio que está casada con uno de los Horacios, por lo que llora por su esposo y su hermano.
Hijos de Sabina y Aya
La mujer vestida de negro al fondo sostiene dos niños de uno de los esposos Horacio y la esposa Curiacio. La hija menor oculta su rostro en el vestido de su aya mientras que el hijo rechaza que le tapen los ojos.

## Técnica simbólica

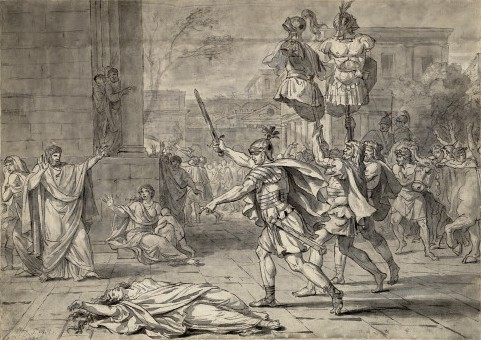
Dibujo realizado por David, representando el episodio de la muerte por Horacio de su hermana, no realizado en pintura

El neoclasicismo es un período artístico que se desarrolló durante los siglos XVIII y XIX, y tuvo una especial importancia en Francia y en el norte de Europa. Había nacido como producto de la insatisfacción, por las tradiciones artísticas, que sentían los artistas y escritores; este movimiento hizo renacer los ideales y el gusto por las obras de los antiguos. En su realización se usaban formas y colores sencillos y se rechazaban los colores brillantes habituales en las épocas precedentes del barroco y del rococó, usándose como modelos las antigüedades griegas y romanas.
Este cuadro muestra el estilo artístico neoclásico, y emplea varias técnicas que son típicas de él:
- El paisaje o fondo no está muy resaltado, mientras que las figuras en primer plano están remarcadas para acentuar su importancia.
- El uso de colores apagados muestra la importancia de la historia detrás de la pintura sobre el cuadro en sí.
- El cuadro está claramente organizado, mostrando el simbolismo del número tres y del propio momento, estructurándose geométricamente.[1]
- El foco sobre detalles claros y duros y la ausencia de uso de los golpes de pincel, predilectos del arte Rococó.
- Las pinceladas son invisibles, para mostrar que el cuadro es más importante que el artista.
- La calidad gélida del cuadro también pretende mostrar racionabilidad, a diferencia del estilo Rococó.
- La única emoción que se muestra es la de las mujeres, a las que se permitía sentir, mientras que los hombres tenían que cumplir con el deber.
- El hecho de que también representa una historia moralmente compleja o perturbadora lleva a que se clasifique como una obra de arte neoclásica.
- Predominio del dibujo sobre el color.[1]

## Composición

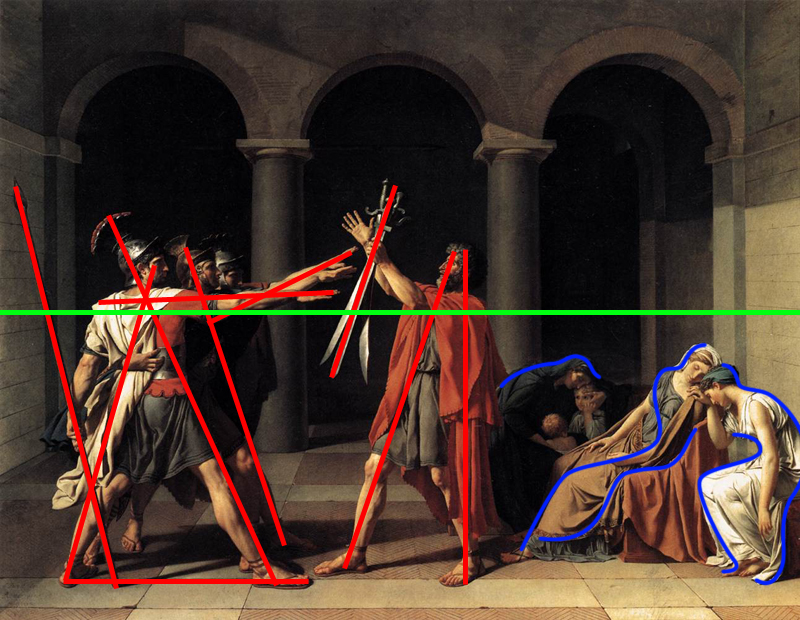
Composición a base de líneas rectas para las figuras masculinas, mientras que para las femeninas son curvas y por debajo de la mitad de la pintura.

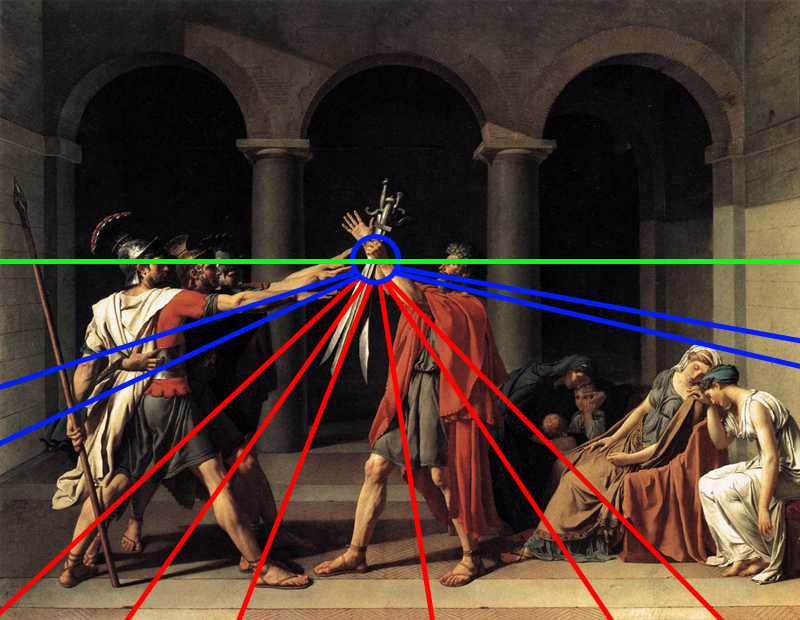
Líneas hacía el punto de fuga.

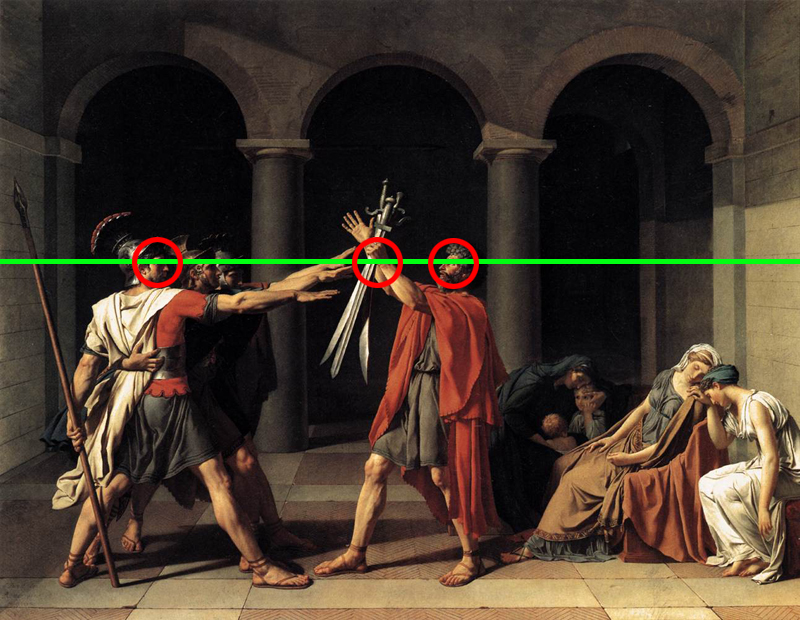
Línea del horizonte con los puntos centrales de toda la representación.

Según Johann Joachim Winckelmann:

...la precisión del reseguimiento; esta distinción característica de los antiguos.

 es la particularidad que el pintor muestra con más fuerza en esta obra. El espacio se vuelve teatral gracias al uso de la luz, hecho que recuerda a Caravaggio, y que procede de la parte izquierda del cuadro. Al ritual del juramento de las espadas se puede observan una gran tensión, y también la energía de las figuras masculinas, que contrastan con el desconsuelo más pasivo del grupo de figuras femeninas que dentro de la composición, con sus cabezas juntas, forman una pirámide. Es de resaltar las líneas compositivas rectas y firmes para los hombres y curvadas para la representación de las mujeres. La figura del fondo que está con los niños, es el punto que refleja un tipo de sentimiento propio de la época.
El fondo del cuadro está dividido en tres partes gracias a la inclusión de tres arcos; cada uno de ellos sirve de marco para los personajes, con dos grupos en los arcos laterales y un personaje principal más destacado en el central. Esta composición narrativa ya había sido empleada por Giotto y el Perugino en los frescos de Santa María Magdalena, en Florencia.

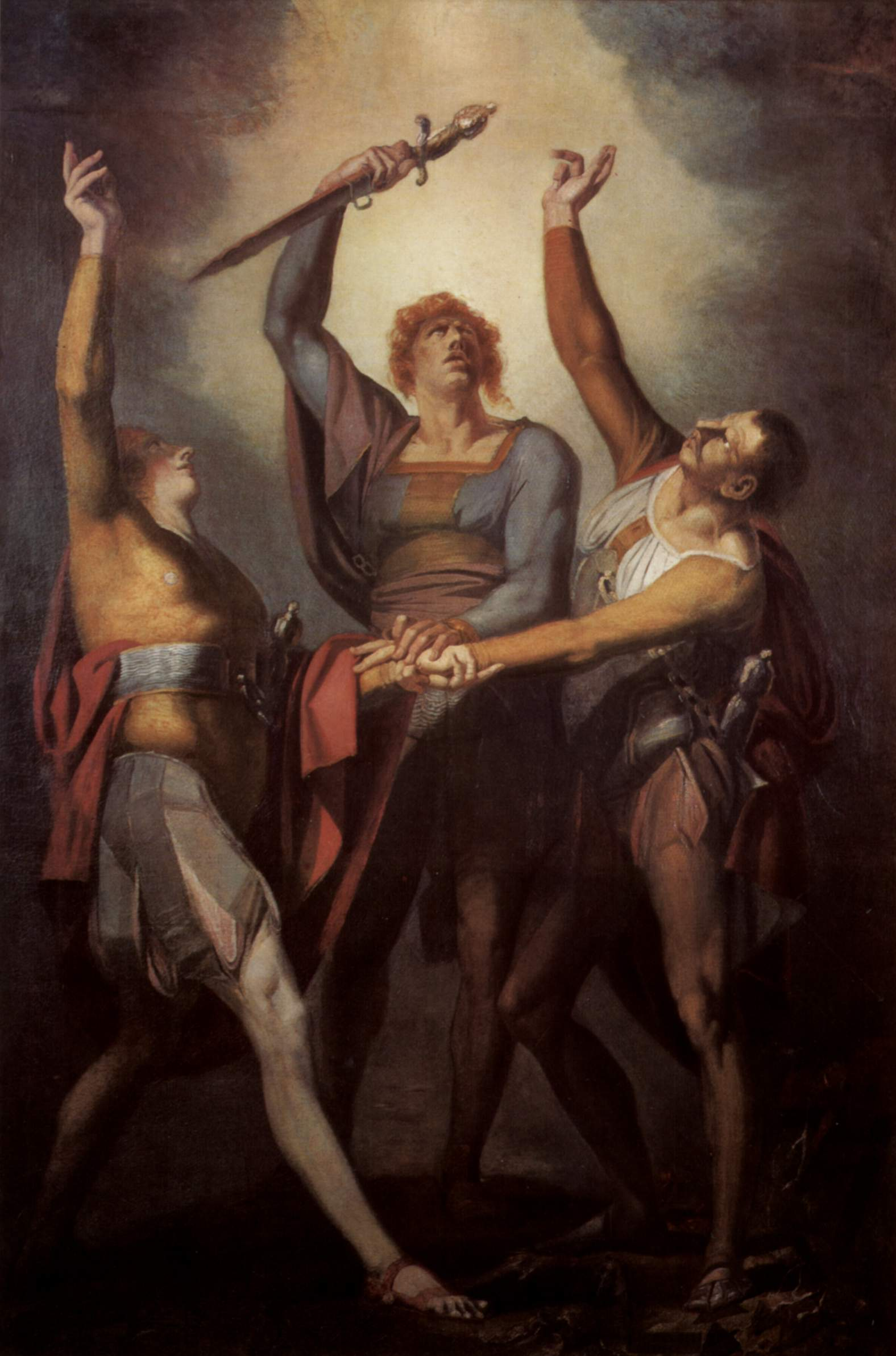
Juramento en el Rütli, de Füssli.

La perspectiva se centra en las manos de la figura central del padre, quien además realiza la acción principal en el juramento de sus hijos, que es el sostenimiento de las espadas. La oposición de líneas se encuentra entre la verticalidad de las columnas que forman los arcos y las horizontales de las baldosas del pavimento. Siguiendo estas líneas se encuentra el punto de fuga de la composición: la mano del padre que sostiene las tres espadas.
De los tres hermanos, el que está colocado en  primer plano es, sin duda, el que atrae la mirada del espectador. La leyenda cuenta que sólo uno de los tres Horacios salió victorioso. Mientras que los otros hermanos extienden las manos en dirección hacia su padre y las espadas, formando la línea de horizonte, su brazo es recto y firme. La fuerza representada por su brazo es la de su firme compromiso con la patria.
El detalle más revelador reside en la alineación de su mirada con el punto de fuga junto con la mirada de su padre y a la vez forman parte de la línea del horizonte. En esta línea el punto central se encuentra en  la unión de las manos del padre sosteniendo el símbolo de las espadas.
El Juramento de los Horacios, tiene un cierto paralelismo con la pintura del Juramento en el Rütli (1779), donde las figuras llenan el espacio, sin fondo, en posturas violentas. Fue realizada por el pintor suizo Johann Heinrich Füssli, aunque no se sabe con certeza si David conocía esta obra.
Cuando el pintor italiano Pompeo Batoni vio la obra, le dijo a David:

Tú y yo somos pintores; por lo que hace al resto, se les puede tirar al río

## Recepción
El cuadro fue un encargo del rey en 1784. Se expuso por primera vez en el estudio del pintor en Roma durante el año 1785, sacerdotes, cardenales, príncipes y princesas acudieron a ver el increíble trabajo de David, creándose poemas laudatorios del cuadro. Incluso el Papa quiso ver El Juramento. David quiso exponer la pintura en el Salón, pero llegó tarde y los académicos opuestos a David la colocaron en un mal lugar. Finalmente, las quejas del público hicieron necesario trasladar este cuadro a una mejor posición.
A causa de la lectura que se desprendía de la pintura, la obra fue considerada una declaración política, e incluso, para algunos como una invitación para el levantamiento en armas, a pesar de ser una opinión bien discutible. Años más tarde, a partir de 1790, David, se integró más activamente en la actividad revolucionaria, y actuó como un artista al servicio de la propaganda de la Revolución. Ese mismo año se le encargó que pintara el Juramento del Juego de Pelota, obra que dejó incompleta. En 1794, después de ser elegido miembro de La Convención, fue detenido y encarcelado. Más tarde, se hizo adepto de Napoleón, y vivió un gran período en el que disfrutó de fama artística y política, etapa que terminó con la caída del emperador.
Osvaldo Svanascini, en el libro El juicio del siglo XX (1969), hace referencia a la pintura y dice:

Esta enorme prosa de David que asume en el Juramento de los Horacios, es suficiente tributo al amaneramiento o al amor un poco desmesurado del pintor por la herencia greco-romana. Es un cuadro tan frío, tan protocolario en su acción centralizante y mecánica, que hace olvidar las bondades técnicas, las de la composición, el rigor de la pincelada.

Raymond Cogniat escribe:

El Juramento de los Horacios es el ejemplo más representativo de las nuevas tendencias y su mejor ilustración, y al mismo tiempo la justificación de las objeciones que se le podrían hacer.

## Influencia
Tuvo una gran cantidad de discípulos, la mayoría de los cuales se incorporaron a los estilos del realismo y sobre todo, del romanticismo. Sin duda, Ingres, alumno de David desde muy joven, fue un seguidor de las enseñanzas del maestro; un ejemplo de la influencia de David se aprecia claramente en la Ilíada, una pintura de los comienzos de la carrera de Ingres, y que es la composición más parecida a la obra de David.
El Juramento de los Horacios también sirvió de inspiración al compositor italiano Bernardo Porta, (1758-1829), amigo del pintor, que en el año 1800 escribió la ópera Los Horacios, con texto de la obra Horacio del año 1640 del dramaturgo francés Pierre Corneille. En esta ópera, hay una escena donde se rinde homenaje al cuadro de David. Como anécdota, al estreno de la obra asistió el primer cónsul Napoleón Bonaparte, que sufrió una tentativa de asesinato; que se conoce como conspiración de los "poignards".

## Información
1. 1 2 3 4 5 6  L. Cirlot (dir.), Museo del Louvre I, Col. «Museos del Mundo», Tomo 3, Espasa, 2007. ISBN 978-84-674-3806-2, pp. 138-139
2. 1 2  González-Palacios, Álvar (1969), p. 4
3. ↑  Volum 10, Historia Universal del Arte, 1984, Madrid, Editorial Sarpe, pp. 1384. ISBN 84-7291-594-8
4. ↑  Volum 6, Historia Universal del Arte, 1984, Madrid, Editorial Sarpe, pp. 836-837. ISBN 84-7291-594-8
5. ↑  Master Drawings - Recent Acquisitions, Thomas Le Claire - Kunsthandel
6. ↑  Volumen 6, Historia Universal del Arte, (1984), Madrid, Ed. Sarpe, pp. 825-826. ISBN 84-7291-594-8
7. ↑  Milicua, José (1988), p. 52
8. ↑  González-Palacios, Alvar (1969), pp. 4-5
9. ↑  Volumen 10, Historia Universal del Arte, 1984, Madrid, Editorial Sarpe, pp. 1384-1385. ISBN 84-7291-594-8
10. ↑  González-Palacios, Alvar (1969), p. 2
11. ↑  Milicua, José (1988), p. 50
12. ↑  Erika Bornay, Historia Universal del Arte, El siglo XIX, 1987, Barcelona, Editorial Planeta, pp. 50-52. ISBN 84-320-6688-5
13. ↑  Milicua, José (1988), pp. 52-53
14. ↑  González-Palacios, Alvar (1969), p. 1
15. ↑  Svanascini, Osvaldo (1969). El juicio del siglo XX Buenos  Aires, Editorial Codex
16. ↑  Erika Bornay, (1987) Historia Universal del Arte, El siglo XIX Barcelona, Editorial Planeta, pp. 64-80 ISBN 84-320-6688-5
17. ↑  Adolphe Thiers, Histoire du Consulat et de l'Empire, Paris, Paulin, 1847, tome II, p. 333-334.